# Tullamore Dew
Tullamore Dew je irski blended viski, ki izvira iz mesta Tullamore v osrednji Irski.

## Zgodovina
Destilarno je ustanovil leta 1829 Michael Molloy in v njej začel z destilacijo ječmenovega slada lastne proizvodnje. Destilarna je sprva proizvajala single malt viski, po smrti prvega lastnika v letu 1887, pa je podjetje prešlo v roke družine Daly. Novi lastnik je posle prepustil dobremu prijatelju, Danielu E. Williamsu, ki je kmalu postal partner v podjetju in začel s popularizacijo viskija, ki se ga je kmalu prijelo ime Tullamore Dew.
Ime tega viskija je sestavljeno iz imena mesteca Tullamore in začetnic Daniela E. Williamsa. Glavni trgi, kamor se je uspelo prebiti temu irskemu viskiju so postali in so v večji meri še danes; Nemčija, ZDA, Francija in Danska, poleg njih pa je ta blend poznan več ali manj v vseh državah po svetu.
Leta 1947 je vnuk Daniela E. Williamsa prinesel iz ZDA idejo o mešanju različnih vrst viskija in začel izdelovati prvi blended viski pod tem imenom. Sčasoma so v destilarni začeli proizvajati le še ta blend, nato pa je leta 1959 destilarna zaradi slabe prodaje propadla, blagovna znamka pa je bila prodana podjetju Irish Distillers Ltd., ki ta viski po originalnem receptu proizvaja še danes v bližini mesta Cork.

## Okus in polnitve
- Tullamore Dew Standard blend nima točno določene starosti pri kateri se polni, njegova sveža, sladkobna nota z rahlim pridihom limonine trave, pa naj bi izvirala iz metode sušenja ječmenovega sladu, pri kateri se uporablja manj šotnega dima. Vse vrste viskijev, uporabljene v mešanici pa so trikrat destilirane in starane v hrastovih sodih.
- Tullamore Dew 12 Year Old je pridobljen po enakem postopku, le da v sodih stara 12 let, kar mu doda rahel priokus po orehih.
- Tullamore Dew Heritage Blend je na voljo samo v specializiranih prodajalnah, na voljo pa je samo 20 sodov tega viskija, ki se ponaša z dodatno nežno aromo vanilije

Priporoča se pitje z dodanim kančkom vode, ki odpre polno cvetico tega viskija.